# Aferdita Kameraj
Aferdita Kameraj (* 5. Juni 1984 in Deçan) ist eine ehemalige deutsche Fußballspielerin albanischer Herkunft.

## Karriere

### Vereine
Aferdita Kameraj wurde in der Sozialistischen Autonomen Provinz Kosovo als Bestandteil der Sozialistischen Föderativen Republik Jugoslawien geboren. Als kleines Kind gelangte sie mit ihrer Familie nach Hamburg, wo sie beim Hamburg-Eimsbütteler Ballspiel-Club mit dem Fußballspielen begann. Über den FTSV Altenwerder wechselte sie im Sommer 2000 zum Zweitligisten Hamburger SV. Als Meister der Regionalliga Nord 2001 stieg sie mit der ersten Mannschaft in die Bundesliga auf. Ihr Debüt in der höchsten deutschen Spielklasse der Frauen gab sie am 19. August 2001 (1. Spieltag) bei der 0:5-Niederlage im Auswärtsspiel gegen den FFC Brauweiler Pulheim. Ihr erstes Bundesligator erzielte sie am 30. September 2001 (5. Spieltag) bei der 3:4-Niederlage im Auswärtsspiel gegen den SC 07 Bad Neuenahr mit dem Treffer zum 2:2 in der 66. Minute. Noch vor Ablauf der Saison erreichte sie am 11. Mai 2002 mit dem Hamburger SV das Finale um den DFB-Pokal, das jedoch mit 0:5 gegen den 1. FFC Frankfurt verloren wurde. Mit nur acht Punkten konnte die Spielklasse der am 16. Juni 2002 zu Ende gegangene Saison nicht gehalten werden, sodass sie eine weitere Saison in der zweitklassigen Regionalliga Nord absolvierte und am Saisonende mit der Mannschaft in die Bundesliga zurückkehrte. 2006 wechselte sie zum 1. FFC Turbine Potsdam, mit dem sie am 12. Januar 2008 den DFB-Hallenpokal gewann. Zur Saison 2008/09 kehrte sie aus persönlichen Gründen zum Hamburger SV zurück. Nach dem Rückzug des HSV aus der höchsten deutschen Spielklasse, wechselte sie zum Zweitligisten BV Cloppenburg, für den sie in zehn Punktspielen vier Tore erzielte. Ihr letztes Punktspiel am 3. März 2013 (13. Spieltag) beim 2:1-Sieg im Auswärtsspiel gegen den 1. FC Lokomotive Leipzig krönte sie gleichzeitig mit ihrem letzten Tor, dem Siegtreffer in der 40. Minute.

### Nationalmannschaft
Kameraj wurde in die U-19- und U-21-Nationalmannschaft berufen. Ihr Debüt als Nationalspielerin gab sie am 24. April 2002 beim 2:1-Sieg der U-19-Nationalmannschaft über die Italienische U-19-Auswahl. Für die U-21-Nationalmannschaft bestritt sie ihr erstes Länderspiel am 22. April 2004 bei der 1:2-Niederlage im Testspiel gegen die U-21-Nationalmannschaft Schwedens. Ihr einziges Länderspieltor erzielte sie für die U-23-Nationalmannschaft in ihrem ersten von zwei Einsätzen im Rahmen des Wettbewerbs um den Nordic Cup. Am 22. Juli 2007 gelang ihr in Lapua der Treffer zum 4:0 beim 6:0-Sieg im Gruppenspiel über die Auswahl Finnlands. Sie bestritt mit ihrer Mannschaft als Sieger der Gruppe B das Finale gegen den Sieger der Gruppe A, das am 24. Juli 2007 in Vaasa mit 0:4 gegen die Mannschaft der Vereinigten Staaten verloren wurde.

## Erfolge
- Nordic-Cup-Finalist 2007
- Meister der 2. Bundesliga Nord 2013
- Meister der Regionalliga Nord 2001, 2003
- Aufstieg in die Bundesliga 2001, 2003
- DFB-Hallenpokal-Sieger 2008
- DFB-Pokal-Finalist 2002

## Sonstiges
Aferdita Kameraj ist eine ausgebildete Masseurin; ihre jüngere Schwester Pajtesa (* 1990) spielte zuletzt für den TSV Duwo 08.

## Anmerkung
1. ↑  Statistik 2000/01 und 2002/03 nicht erfasst!

| Personendaten    | Personendaten             |
| ---------------- | ------------------------- |
| NAME             | Kameraj, Aferdita         |
| KURZBESCHREIBUNG | deutsche Fußballspielerin |
| GEBURTSDATUM     | 5. Juni 1984              |
| GEBURTSORT       | Deçan                     |